# The Hindu
The Hindu – indyjski dziennik wydawany w języku angielskim o profilu lewicowym. Zajmuje trzecią pozycję w Indiach pod względem nakładu i sprzedaży wśród dzienników anglojęzycznych.
„The Hindu” jest drukowany głównie w południowych Indiach: w Coimbatore, w Bangalurze, w Hajdarabadzie, w Maduraj, w Delhi, w Vizag, w Thiruvanathapuram, w Koczin, w Widźajawada, w Mangaluru, w Tiruchirapalli i w Kalkucie.

## Historia
„The Hindu” zostało założone w Madrasie (obecnie Ćennaj) 20 września 1878 jako tygodnik przez czterech studentów prawa (T. T. Rangachariara, P. V. Rangachariara, D. Kesava Rao Pantulu i N. Subba Rao Pantulu) pod przewodnictwem nauczyciela Subramania Iyera i wykładowcy M. Veeraraghavachariara. „The Hindu” powstało, aby wspomóc kampanię T. Muthuswamy Iyera o urząd sędziego w sądzie w Madrasie i zneutralizować propagandę przeciwko niemu prowadzoną przez anglo-indyjską prasę. „The Hindu” było jedną z wielu gazet w tych czasach założonych, aby zaprotestować przeciwko dyskryminacyjnej polityce Brytyjczyków w Indiach wymierzonej przeciwko miejscowej ludności. 80 kopii pierwszego numeru zostało wydrukowanych za pożyczone pieniądze. Subramania Iyer został pierwszym redaktorem, a Veeraraghavachariar pierwszym dyrektorem. 
Początkowo gazeta popierała kontynuację rządów Imperium w Indiach. Najpierw „The Hindu” wydawano raz w tygodniu, później od 1883 roku trzy razy, natomiast od 1889 roku gazeta ukazuje się codziennie.
Współpraca pomiędzy Veeraraghavachariarem i Subramania Aiyerem rozwiązała się w październiku 1898. Aiyer odszedł i Veeraraghavachariar został jedynym właścicielem, a stanowisko redaktora objął C. Karunakara Menon. Na początku XX w. powodzenie i sprzedaż dziennika pogorszyły się. Gdy nakład spadł do 800 egzemplarzy, Veeraraghavachariarem sprzedał „The Hindu” ambitnemu prawnikowi S. Kasturi Ranga Iyengarowi, który pozostał właścicielem do swojej śmierci w 1923 roku.

## Stan obecny
„The Hindu” jest gazetą prowadzoną przez rodzinę Kasturi odkąd w 1904 r. jej właścicielem został S. Kasturi Ranga Iyengar
Po śmierci S. Kasturi Ranga Iyengara gazeta przeszła w ręce jego najstarszego syna K. Srinivasana, który kierował nią przez 36 lat aż do śmierci. W 1959 kierownictwo przejął jego młodszy brat G. Narasimhan (właściciel przez 18 lat do 1977), a później jego syn Narasimhan Ram. Pozostali członkowie rodziny również pełnią funkcje kierownicze.
The Hindu jest pierwszą gazetą w Indiach, która założyła (1995 r.) swoją stronę internetową.
Najbardziej znaczącymi konkurentami na rynku dzienników anglojęzycznych w Indiach są „The Times of India” i „The Hindustan Times”.